# 에고서핑
에고서핑(영어: Egosurfing, Googling yourself, egosearching, egogoogling, autogoogling, self-googling) 또는 허영 서핑(虛榮 - , 영어: vanity searching)은 인터넷 검색창을 통해 자신에 대한 정보를 찾아보는 행위이다.